# تورنتو کومیکون

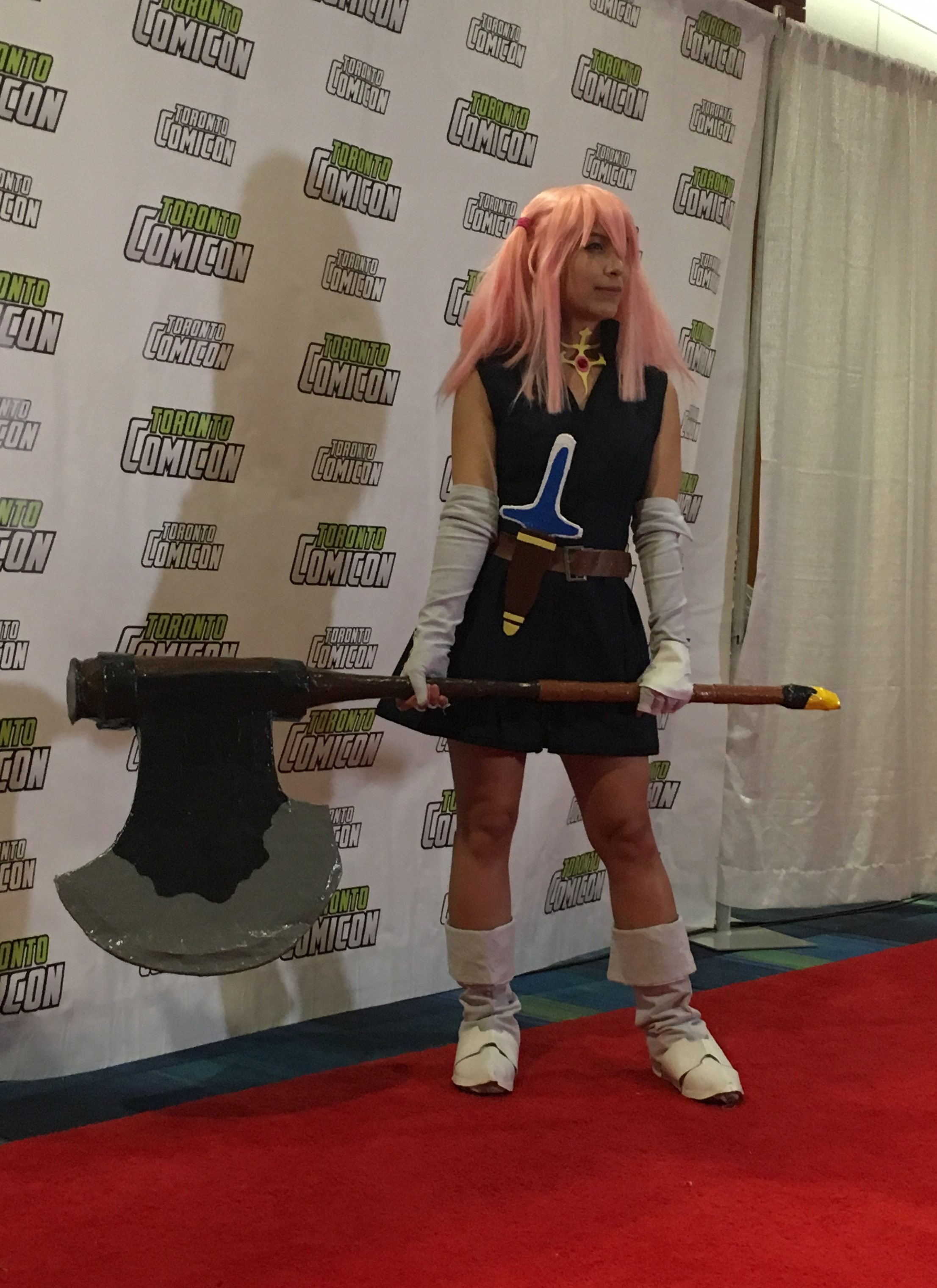
تورنتو کومیکون ۲۰۱۹، رویدادی در مرکز همایش مترو تورنتو

تورنتو کومیکون (انگلیسی: Toronto Comicon) کنفرانس سالانه کتاب کمیک و فرهنگ مردمی در تورنتو، انتاریو، کانادا است که در مرکز همایش متروی تورنتو از سال ۲۰۰۱ برگزار می‌شود.